# Mark Rothko
Mark Rothko, pseudonimo di Markus Yakovlevich Rothkowitz (Daugavpils, 25 settembre 1903 – New York, 25 febbraio 1970), è stato un pittore statunitense di origine lettone, di religione ebraica, spesso classificato come espressionista astratto e informale.

## Biografia
Era il quarto figlio di una famiglia ebrea e fu l'unico a frequentare una scuola talmudica per bambini. Nel 1910 il padre Jacob emigrò negli Stati Uniti. Nel 1913 lasciò il paese natale, la Lettonia, per trasferirsi con la famiglia a Portland, nell'Oregon. Tra il 1921 e il 1923 frequentò l'università di Yale e l'anno successivo abbandonò gli studi per trasferirsi a New York e nel 1925 studiò con Max Weber all'Art Students League.
La sua prima esposizione risale al 1928 presso una collettiva alle Opportunity Galleries di New York. Negli anni seguenti allacciò una profonda amicizia con altri grandi artisti come Milton Avery e Adolph Gottlieb. Nel 1933 tornò a Portland per organizzare la sua prima personale, a cui seguì lo stesso anno un'altra personale a New York, presso la Contemporary Arts Gallery.
Nel 1935 fu uno dei fondatori del gruppo The Ten, rivolto soprattutto a ricerche nell'ambito dell'astrazione e dell'espressionismo. Tra il 1936 e il 1937 dipinse su cavalletto per il Federal Art Project e conobbe Barnett Newman. Cominciò una stretta collaborazione con Gottlieb, sviluppando uno stile pittorico dal contenuto mitologico, figure piatte e derivate dal linguaggio artistico primitivo. Intorno al 1945 avvicinò il suo stile alle tecniche e alle immagini del surrealismo e, grazie a Peggy Guggenheim, poté allestire una personale alla galleria Art of This Century di New York.
Il suo lavoro si concentrò sulle emozioni di base, spesso riempiendo grandi tele di canapa con pochi colori intensi e solo piccoli dettagli immediatamente comprensibili. Per questo può anche essere considerato precursore dei pittori color field (come Helen Frankenthaler). È infatti tra la fine degli anni quaranta e l'inizio degli anni cinquanta che sviluppa il suo stile della maturità. Luminosi rettangoli colorati sembrano stagliarsi sulla tela librandosi al di sopra della sua superficie, come in Number 10. Tuttavia Rothko rimase semisconosciuto sino al 1960, sostenendosi insegnando arte, prima presso il Brooklyn Jewish Academy Centre e poi alla California School of Fine Arts di San Francisco. In seguito collaborò con William Baziotes, David Hare e Robert Motherwell alla fondazione The Subjects of the Artist a New York.
In questi anni strinse a New York amicizia con William Congdon e con il pittore italiano Toti Scialoja.
Nel 1958 Ludwig Mies van der Rohe commissionò a Rothko di dipingere una serie di dipinti su tela di grandi dimensioni per il ristorante Four Seasons nel Seagram Building di New York, un progetto su cui lavorò per più di un anno, ma una volta ultimato non fu felice di vedere le sue pitture come sfondo a una sala da pranzo, quindi ne consegnò nove di quelle marroni e nere alla Tate Gallery, dov'è tuttora presente un'installazione permanente progettata dallo stesso Rothko. Durante gli anni sessanta ha uno scambio epistolare col critico d'arte italiano Eraldo Di Vita. Nel 1967 collaborò nuovamente con l'architetto Philip Johnson a una serie di dipinti di grandi dimensioni che avrebbero riempito le pareti di una cappella a Houston, in Texas, realizzando quattordici lavori a tema per quella che oggi si direbbe un'installazione ambientale. Numerosi altri lavori di Rothko sono sparsi in giro per il mondo in altrettanti importanti musei.
Fisicamente logorato a causa del suo regime alimentare, dall'eccesso di alcol e fumo e dopo una vita segnata dalla depressione e una diagnosi di aneurisma aortico, nel primissimo mattino del 25 febbraio 1970 l'artista si suicidò nel suo studio di New York, dove si era ritirato a vivere un anno prima, dopo la separazione dalla moglie Mell.
 Due giorni dopo si tennero i funerali. L'anno successivo venne inaugurata a Houston la Cappella Rothko nella chiesa in cui aveva esposto le sue grandi e scurissime tele nel 1967. A seguito della sua morte la determinazione della sua eredità divenne il soggetto di un famoso caso giudiziario.
Nel 2003, in occasione del centesimo anniversario della nascita, la famiglia dell'artista decise di concedere in sua memoria un contributo finanziario per il restauro della sinagoga Kaddish di Daugavpils, sua città natale in Lettonia. I lavori iniziarono nel 2003 e durarono tre anni, riportando l'edificio alla sua forma originaria. La cerimonia di riapertura, l'11 aprile 2006, avvenne alla presenza del Presidente della Lettonia Vaira Vīķe-Freiberga, delle autorità civili e religiose della città e della figlia dell'artista, Kate Rothko.
La fortuna di critica e di pubblico di Rothko è cresciuta senza sosta sino a farlo divenire negli anni 2000 uno degli artisti più costosi al mondo. Un suo quadro, White Center (Yellow, Pink and Lavender on Rose) è stato venduto nel maggio 2007 da Sotheby's di New York per la cifra di 72,84 milioni di dollari, andando più che a triplicare il precedente record dell'artista, stabilito nel novembre 2005 da Christie's di New York con Homage to Matisse venduto per 22,41 milioni di dollari. Nel 2014 No. 6 (Violet, Green and Red) superò tutti i record venendo acquistata dal magnate russo Dmitrij Rybolovlev per 186 milioni di dollari, la terza cifra più alta mai pagata per un dipinto finora.